# 下鮑索夫
下鮑索夫是捷克的城鎮，位於該國北部，距離姆拉達-博萊斯拉夫18公里，由中波希米亞州負責管轄，面積24.3平方公里，海拔高度246米，2011年人口達2,575。

## 外部連結
- Municipal website（页面存档备份，存于）